# Torre AF (Villa Felisa)
La Torre AF (Villa Felisa) és una torre unifamiliar situada al carrer de l'Esperança, 13, del barri de Sant Gervasi - la Bonanova de Barcelona. Està catalogada com a bé amb elements d'interès (categoria C).

## Història
Fou construïda el 1897 per l'arquitecte Jaume Gustà i Bondia, per a Felisa Vázquez de Flaquer. Va acollir el Col·legi Stel·la durant 60 anys, fins al 2014. El 2020 s'hi establí l'escola Barcelona Montessori School.

## Descripció
És un edifici unifamiliar aïllat i voltat de jardí, bastit en el més pur eclecticisme del segle XIX, amb planta baixa i dues plantes pis, planta sensiblement quadrada i torre mirador centrada com a perllongació de l'escala. Les façanes es resolen amb proliferació d'elements neoclàssics, així com la tanca del jardí.